# Carioca (Raphael Gualazzi)
Carioca è un singolo dal cantante italiano Raphael Gualazzi, pubblicato il 5 febbraio 2020 come primo estratto dal quinto album in studio Ho un piano.

## Descrizione
Il brano è stato presentato al Festival di Sanremo 2020, dove si è classificato all'11º posto.

## Classifiche
| Classifica (2020)         | Posizione massima |
| ------------------------- | ----------------- |
| Italia                    | 33                |
| Italia (airplay italiana) | 18                |